# Şehitkâmil
Şehitkamil là một huyện thuộc tỉnh Gaziantep, Thổ Nhĩ Kỳ. Huyện có diện tích 1199 km² và dân số thời điểm năm 2007 là 558821 người, mật độ 466 người/km².